# Lettres à l'inconnue
Ne doit pas être confondu avec Lettres à l'inconnue (André Maurois) ou Lettre d'une inconnue.
Pour les articles homonymes, voir L'Inconnue.
Lettres à l'inconnue est un recueil posthume de lettres d'amour écrites par Antoine de Saint-Exupéry à une jeune ambulancière de la Croix-Rouge rencontrée en mai 1943 dans un train reliant Oran à Alger mais qui, mariée et de vingt ans sa cadette, n'a apparemment pas répondu à ses avances.
Sur ces neuf lettres, sept sont ornées de dessins du Petit Prince que Saint-Exupéry fait parler à sa place.

## Histoire
Ces lettres sont restées inédites, conservées par la famille de « l'inconnue », jusqu'à leur vente publique en novembre 2007 chez Sotheby's ; elles ont alors été acquises par Gérard Lhéritier pour le Musée des lettres et manuscrits au prix de 235 000 euros,. Elles ont ensuite été publiées par les éditions Gallimard en septembre 2008 sous forme de fac-similés accompagnés de transcriptions.

## Critique
Selon Alban Cerisier et Jacques Desse, ces lettres témoignent de la pratique poétique que Saint-Exupéry avait du dessin, « située au plus près de sa sensibilité, toujours liée à la quête du point de résurgence de la source de l'enfance et du portrait de soi ». Bernard Marck voit quant à lui « quelque chose de pathétique dans cette démarche de Saint-Exupéry, un besoin d'être rassuré plus que de séduire ».